# Alperton (London Underground)

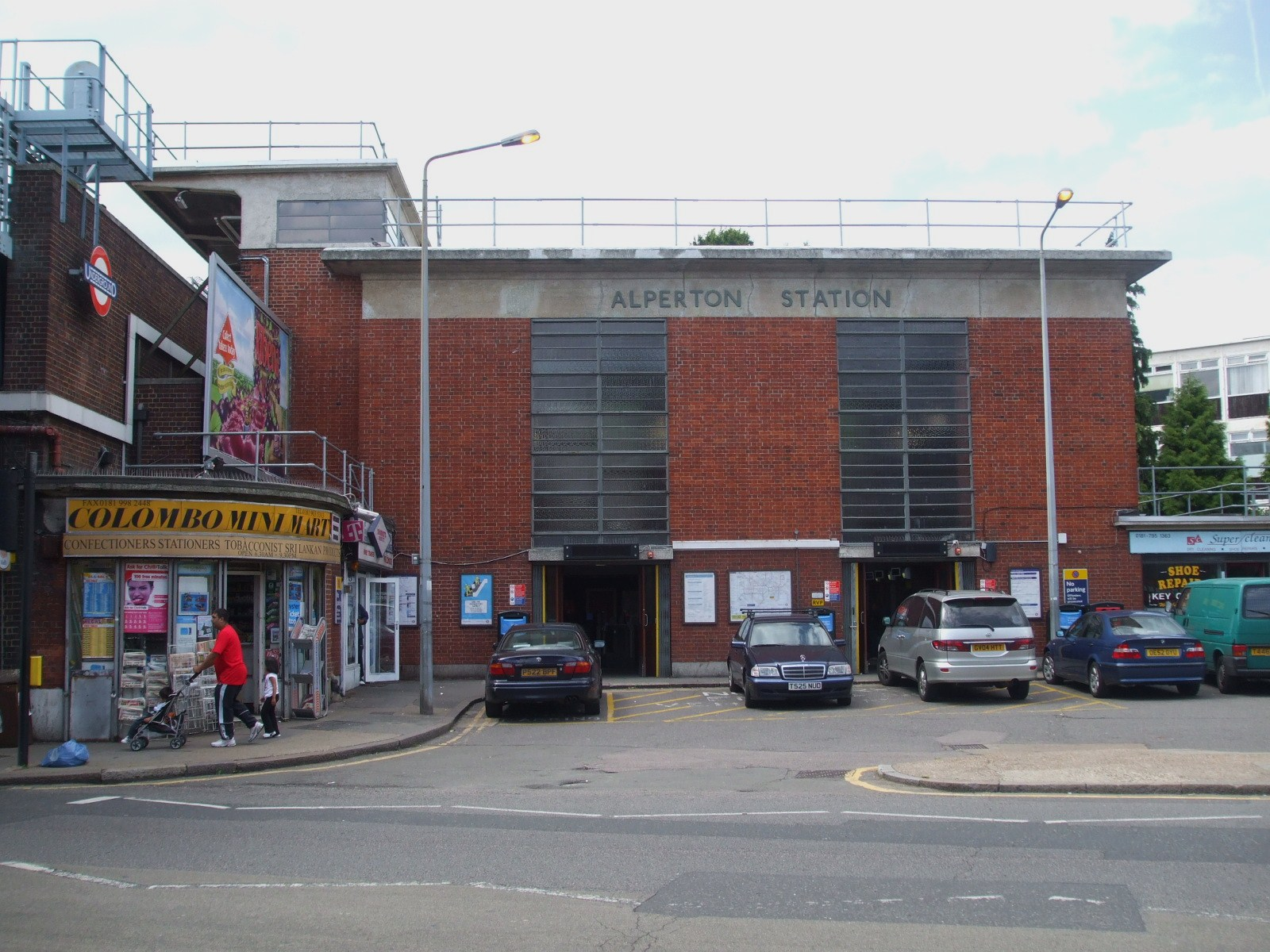
Stationsgebäude

Alperton ist eine oberirdische Station der London Underground im Stadtbezirk London Borough of Brent. Sie liegt in der Travelcard-Tarifzone 4, an der Kreuzung von Bridgewater Road und Ealing Road. Im Jahr 2013 nutzten 2,96 Millionen Fahrgäste diese von der Piccadilly Line bediente Station. In unmittelbarer Nähe verläuft der Grand-Union-Kanal.
Die Metropolitan District Railway (MDR; Vorgängergesellschaft der heutigen District Line) eröffnete am 28. Juni 1903 eine neue Strecke von Park Royal & Twyford Abbey nach South Harrow. Der Abschnitt zwischen Ealing Common und Park Royal & Twyford Abbey war fünf Tage zuvor eröffnet worden. Die neue Strecke war - zusammen mit den bereits existierenden Gleisen ab Acton Town - die erste elektrifizierte Unterpflasterbahn der Underground. Am 7. Oktober 1910 änderte die MDR den Namen der Station von Perivale Alperton in Alperton. Der Betrieb auf der Strecke zwischen Ealing Common und Rayners Lane wurde am 4. Juli 1932 an die Piccadilly Line übertragen.
Das ursprüngliche Stationsgebäude bestand aus Holz und war schlicht gehalten. Es wurde 1930/31, als Vorbereitung auf die Übergabe der Strecke an die Piccadilly Line, abgerissen und durch einen Neubau ersetzt. Nach den Plänen von Charles Holden entstand ein Gebäude, das Funktionalismus und Art déco vereint. Es besteht aus einem massiven, über einem flachen Zweckbau aufragenden Block aus roten Ziegelsteinen mit hohen Obergaden, die viel natürliches Tageslicht in die Schalterhalle eindringen lassen. Alperton ist neben Greenford die einzige Station, in der eine Rolltreppe zum Bahnsteig hinauf- statt hinunterführt.